# Doukai
Doukai (Grieks: Δούκας; vrouwelijk: Doukaina/Ducaena, Δούκαινα; meerv.: Doukai/Ducae, Δοῦκαι) of de Doukasdynastie regeerde over het Byzantijnse Rijk van 1059 tot 1081.
Na de dood van keizerin Zoë (1050) kwam de macht in de handen van Patriarch Michaël I van Constantinopel. Voor hij stierf arrangeerde hij het huwelijk tussen zijn nicht Eudokia Makrembolitissa met Constantijn X Doukas, de eerste van de Doukas-dynastie en na diens dood hertrouwde zij met Romanos IV Diogenes de tweede van de dynastie.
Onder de heerschappij van de Doukai verloor Byzantium het merendeel van zijn overgebleven bezittingen in Klein-Azië aan de Seltsjoeken, na de catastrofale nederlaag in de Slag van Manzikert in 1071. Het Byzantijnse Rijk verloor ook aanzienlijk grondgebied in de Balkan aan de Serviërs, evenals het laatste bolwerk in Zuid-Italië, aan de Noormannen.
Een staatsgreep in 1081 bracht de Komnenen-dynastie terug aan de macht.

## Heersers
- Constantijn X Doukas (1059-1067)
- Romanos IV Diogenes (1067-1071)
- Michaël VII Doukas (1071-1078)
- Nikephoros III Botaneiates (1078-1081)

Constantijnen · Valentinianen · Theodosianen · Thraciërs · Justinianen · Heracliden · Syriërs · Nikephoriërs . Amoriërs · Macedoniërs · Lekapenen · Macedoniërs · Komnenen · Doukai · Komnenen · Angeloi · Laskariden · Paleologen · Kantakouzenen · Paleologen